# 松本由紀
松本 由紀（まつもと ゆき、1971年4月 - ）は佐賀県で活動しているローカルタレント、ラジオパーソナリティ。

## 略歴・人物
- 三養基郡北茂安町（現みやき町）出身。三養基高校を卒業後、アナウンサーを志し九州大谷短期大学演劇放送コースに進学。しかし、夢叶わず保険会社に就職する。
- しかし結局未練を断ち切れずに職場を短期間で退社。各種オーディションを受け、NBCラジオ佐賀のCMナレーションや佐賀競馬場の場内放送などを担当する。
- その後は実力を認められ、NBCラジオ佐賀やエフエム佐賀、サガテレビなどで数々の番組を担当したが、結婚・出産を機にメディアでの仕事は一時休業していた。現在はイベント司会などを中心に活動しつつ徐々にまた活動の場を広げている。

## 出演番組
サガテレビ
- たんねるSAGA
- かちかちワイド

エフエム佐賀
- Morning Spec.
- のばなしラジオ
- 夕方バラエティ「本庄商店」

NBCラジオ佐賀
- 音楽熱気球

えびすFM
- 佐賀FUN倶楽部・よかかんた〜
- ラヂオカフェえびす